# Xã Riceland, Quận Freeborn, Minnesota
Xã Riceland (tiếng Anh: Riceland Township) là một xã thuộc quận Freeborn, tiểu bang Minnesota, Hoa Kỳ. Năm 2010, dân số của xã này là 434 người.